# 莫瓦桑壩
莫瓦桑壩（Mauvoisin Dam）是一座位於瑞士瓦萊州巴涅河上的用作水力發電的混凝土拱壩，1957年建成，1958年蓄滿。1991年被加高以提升其冬季容量。
莫瓦桑壩是世界第八高水壩，高250（820英尺），寬520（1,710英尺），結構體積為2,030,000立方（2,660,000立方碼）。 因為該水壩形成的莫瓦桑湖蓄水量約為2.115億平方米（171,500英畝英尺)，水域面積208公頃（510英畝）。 大壩控制的水域約167平方（64平方英里）。 洩洪量為107 m3/s（3,800 cu ft/s）。

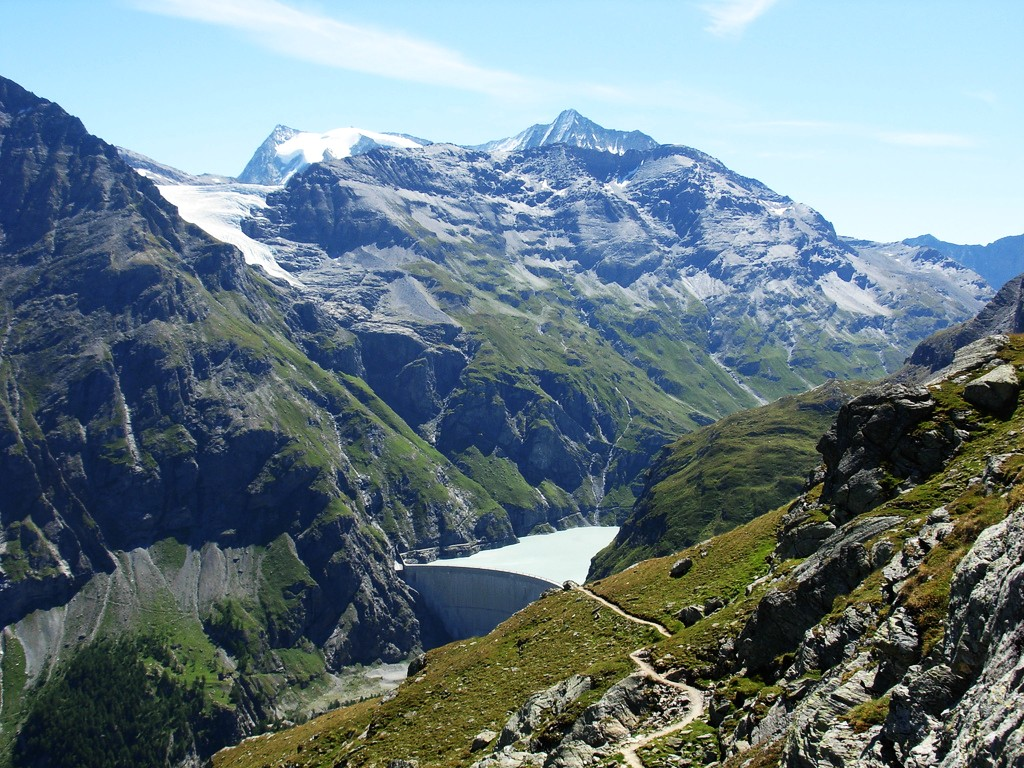
莫瓦桑壩，背景左側是勃朗峰

該水壩的水用於兩座共363兆瓦特的水力發電站，水壩為費奧納（Fionnay）發電站提供482（1,581英尺）的水頭，並驅動三座佛朗西斯水輪機發電，此後水流進入里德（Riddes）發電站1,014（3,327英尺），驅動五座培爾頓水輪機發電。前者每年發電2.78億KWh（29.5%），後者則為6.65億KWh（70.5%）。
除去發電之外，莫瓦桑壩也用於防汛和泥沙控制。保護了巴涅和羅納河河谷不受冰湖潰決洪水的威脅。1960年代和1970年代，水壩附近的Giétro冰川發生冰崩的機率大增，而該水壩的高度不足以防止其破壞周邊地區，不過1980年代冰川消退，危險解除。 莫瓦桑壩每年蓄留300,000立方（390,000立方碼） 泥沙，這不僅影響了下游植被生長，也大大縮减了水壩的使用壽命。

## 外部連結
- Cross section of Mauvoisin Dam (in French)